# Kabupaten Kubu Raya
Kabupaten Kubu Raya (engelska: Kubu Raya Regency) är ett kabupaten i Indonesien.   Det ligger i provinsen Kalimantan Barat, i den västra delen av landet, 700 km norr om huvudstaden Jakarta. Antalet invånare är 500 970.